# Capa límit
La capa límit és la regió d'un fluid en moviment a les proximitats d'una superfície sòlida que es veu influïda per la presència de l'esmentada superfície. A la capa, existeixen importants gradients de velocitat, i pot haver-ne també de temperatura i de concentració (capes límit tèrmica i de concentració, respectivament), tot concentrant-se en ella la major part de la resistència al transport de quantitat de moviment, energia o matèria.
Quan un fluid circula sobre una superfície sòlida es forma un perfil de velocitats degut a la pròpia viscositat del fluid, tot annul·lant-se la velocitat per a les molècules del fluid en contacte amb la superfície. Fins i tot per a nombres de Reynolds molt elevats, els efectes del fregament en el fluid segueixen manifestant-se en una làmina del fluid, propera al límit de la superfície sòlida, a la qual se l'anomena amb el terme capa límit.
Aquest concepte va ser proposat per Prandtl l'any 1904, i va ser de gran utilitat per al desenvolupament de l'Enginyeria aeronàutica.